# Genevra Stone
Genevra Stone, född 11 juli 1985, är en amerikansk roddare.
Stone tävlade för USA vid olympiska sommarspelen 2012 i London, där hon slutade på 7:e plats i singelsculler.
Vid olympiska sommarspelen 2016 i Rio de Janeiro tog Stone silver i singelsculler. Vid olympiska sommarspelen 2020 i Tokyo slutade Stone på femte plats tillsammans med Kristina Wagner i dubbelsculler.